# Текстилен комбинат „Марица“
Текстилен комбинат „Марица“ е текстилен завод в Пловдив, съществуващ в периода 1890 – 2010 г.

## История
Първата памукотъкачна работилница в Пловдив е основана през 1890 г.
През август 1952 г. започва изграждането на нова производствена база върху 8,5 дка, с което се обединяват няколко текстилни фабрики, съществуващи на територията на града, в единно текстилно предприятие, свързвайки всички цикли на производството. По-късно предприятието е наречено Текстилен комбинат „Марица“ и се пускат в експлоатация нови мощности за производство на платове за ризи, спортно облекло, конфекция за битов текстил и др. С високото си качество комбинатът дълги години конкурира производители от Азия.
 
Производствената номенклатура през 1989 г. достига огромен асортимент тъкани с различно предназначение – пенирни прежди и тъкани в богата цветова гама за ризи, блузи, шлифери и спортно облекло – за над 93 млн. лева стокова продукция. По това време в комбината работят над 5000 работници и служители. Той е бил най-голямото текстилно предприятие на Балканския полуостров и е произвеждал над 62% от памучните тъкани на страната.
Текстилен комбинат е носител на 14 златни медала за нови изделия от Международния Пловдивски панаир. През 1991 г. комбинатът е преименуван на „Марицатекс“ ООД. Две години по-късно е пререгистриран като „Марицатекс“ ЕООД, а от 1997 г. е „Марицатекс“ АД. Производството на дружеството рязко спада и се затварят десетки външни пазари. През 1998 г. Агенцията за приватизация открива процедура за приватизация на „Марицатекс“ АД. Същата е извършена 6 години по-късно чрез касова продажба на няколко централизирани публични търга на Българска фондова борса. Раздържавени са 67%. С най-голям пакет от 27 % се сдобива Индустриален холдинг „Доверие“ АД, който по-късно се сдобива с други 27,35 % и става мажоритарен собственик.
След приватизацията продажбите се свиват, основните суровини поскъпват, а вносът на евтини конкурентни стоки бавно и сигурно дърпа фабриката надолу. През 2008 г. Съветът на директорите решава да уволни поетапно всички 180 работници и служители. След това се прекратява текстилното производство и се изготвя план за преструктуриране на дейността на дружеството. На следващата година след преструктуриране на машините, съоръженията и редуциране на персонала производството частично е възобновено.
На практика „Марицатекс“ функционира като текстилно предприятие до 31 август 2010 г. След това основните приходи идват от отдаване под наем на налични производствени и административни сгради. С цел покриване на задълженията на дружеството се продават част от инвестиционните имоти.
Текстилното производство в Пловдив се съживява през 2011 г., от друга фирма с приблизително същото име „Марицатек“. Дружеството е закупило терен и сгради принадлежащи на текстилния комбинат „Марица“.